# النمور الطائرة
المجموعة التطوعية الأمريكية الأولى (AVG) للقوات الجوية الصينية في 1941-1942، الملقبة بالنمور الطائرة، تتألف من طيارين من سلاح الجو بالجيش الأمريكي (USAAC) والبحرية (USN) ومشاة البحرية (USMC)، تم تجنيده تحت سلطة الرئيس فرانكلين روزفلت قبل بيرل هاربور بقيادة كلير لي تشينولت. طارت طائرتهم كورتيس بيه-40 وارهوك، بالألوان الصينية المميزة، تحت السيطرة الأمريكية. كانت مهمتهم هي قصف اليابان والدفاع عن الصين ولكن بعد العديد من التأخير لتحركها عنى أن المجموعة أضمت للقتال بعد أن أعلنت الولايات المتحدة واليابان الحرب.
تألفت المجموعة من ثلاثة أسراب مقاتلة من حوالي 30 طائرة تدربت كل منها في بورما قبل دخول أمريكا في الحرب العالمية الثانية للدفاع عن الصين ضد القوات اليابانية. كان المموعة رسميًا أعضاء في القوات الجوية الصينية. كان لدى المجموعة عقود برواتب تتراوح من 250 دولارًا في الشهر للميكانيكي إلى 750 دولارًا لقائد السرب، وهو ما يقرب من ثلاثة أضعاف ما كانوا يكسبونه في القوات الأمريكية. بينما قبلت بعض المتطوعين المدنيين في مقرها وطاقمها البري، جند في المجموعة معظم موظفيها من الجيش الأمريكي.
شهدت المجموعة أول قتال في 20 ديسمبر 1941، بعد 12 يومًا من هجوم بيرل هاربور (بالتوقيت المحلي).

### اقتباسات
1. ↑  "معلومات عن النمور الطائرة على موقع britannica.com". britannica.com. مؤرشف من الأصل في 2020-10-02.